# Рагімзаде Алі Джейхун-огли
Алі Джейхун-огли Рагімзаде (азерб. Əli Ceyhun oğlu Rəhimzadə; нар. 23 листопада 1997) — азербайджанський борець вільного стилю, триразовий бронзовий призер чемпіонатів Європи, бронзовий призер Кубку світу.

## Життєпис
Боротьбою почав займатися з 2008 року. У 2017 році став чемпіоном Європи серед юніорів. Того ж року здобув бронзову медаль на чемпіонаті Європи серед молоді. У 2018 році став віце-чемпіоном світу серед молоді.
Виступає за спортивне товариство «Динамо» Баку. Тренер — Ільхам Мустафаєв (з 2008).

## Спортивні результати на міжнародних змаганнях

### Виступи на Чемпіонатах світу
| Змагання                        | Збірна      | Вагова категорія          | Місце |
| ------------------------------- | ----------- | ------------------------- | ----- |
| Чемпіонат світу з боротьби 2021 | Азербайджан | вільна боротьба, до 65 кг | 17    |

### Виступи на Чемпіонатах Європи
| Змагання                         | Збірна      | Вагова категорія          | Місце  |
| -------------------------------- | ----------- | ------------------------- | ------ |
| Чемпіонат Європи з боротьби 2020 | Азербайджан | вільна боротьба, до 65 кг | Бронза |
| Чемпіонат Європи з боротьби 2021 | Азербайджан | вільна боротьба, до 65 кг | Бронза |
| Чемпіонат Європи з боротьби 2023 | Азербайджан | вільна боротьба, до 65 кг | 5      |
| Чемпіонат Європи з боротьби 2024 | Азербайджан | вільна боротьба, до 65 кг | Бронза |
| Чемпіонат Європи з боротьби 2025 | Азербайджан | вільна боротьба, до 65 кг | Бронза |

### Виступи на Кубках світу
| Змагання                    | Збірна      | Вагова категорія          | Місце  |
| --------------------------- | ----------- | ------------------------- | ------ |
| Кубок світу з боротьби 2017 | Азербайджан | вільна боротьба, до 61 кг | Бронза |

### Виступи на інших змаганнях
| Змагання                                     | Збірна      | Вагова категорія          | Місце  |
| -------------------------------------------- | ----------- | ------------------------- | ------ |
| Турнір Олександра Медведя 2016               | Азербайджан | вільна боротьба, до 61 кг | 21     |
| Золотий Гран-прі з боротьби 2016             | Азербайджан | вільна боротьба, до 61 кг | 5      |
| Інтерконтинентальний кубок з боротьби 2017   | Азербайджан | вільна боротьба, до 61 кг | 9      |
| Кубок Алроси 2017                            | Азербайджан | команда                   | Срібло |
| Турнір Г. Картозія і В. Балавадзе 2018       | Азербайджан | вільна боротьба, до 65 кг | 18     |
| Турнір Яшара Догу 2018                       | Азербайджан | вільна боротьба, до 65 кг | Срібло |
| Турнір Дмитра Коркіна 2018                   | Азербайджан | вільна боротьба, до 65 кг | 12     |
| Кубок Тахті 2019                             | Азербайджан | вільна боротьба, до 65 кг | 9      |
| Турнір Яшара Догу 2019                       | Азербайджан | вільна боротьба, до 65 кг | 5      |
| Турнір Яшара Догу 2020                       | Азербайджан | вільна боротьба, до 65 кг | Золото |
| Київський Міжнародний турнір з боротьби 2021 | Азербайджан | вільна боротьба, до 65 кг | Золото |
| Турнір Алі Алієва 2021                       | Азербайджан | вільна боротьба, до 65 кг | 17     |
| Меморіал Маттео Пелліконе 2022               | Азербайджан | вільна боротьба, до 65 кг | Бронза |
| Відкритий чемпіонат Загреба з боротьби 2023  | Азербайджан | вільна боротьба, до 65 кг | Бронза |
| Турнір К. У. Кожомкула і Р. Санатбаєва 2023  | Азербайджан | вільна боротьба, до 65 кг | 8      |
| Відкритий чемпіонат Загреба з боротьби 2025  | Азербайджан | вільна боротьба, до 65 кг | Бронза |

### Виступи на змаганнях молодших вікових груп
| Змагання                                       | Збірна      | Вагова категорія          | Місце  |
| ---------------------------------------------- | ----------- | ------------------------- | ------ |
| Чемпіонат Європи з боротьби серед юніорів 2016 | Азербайджан | вільна боротьба, до 60 кг | 10     |
| Чемпіонат Європи з боротьби серед юніорів 2017 | Азербайджан | вільна боротьба, до 60 кг | Золото |
| Чемпіонат світу з боротьби серед юніорів 2017  | Азербайджан | вільна боротьба, до 60 кг | 10     |
| Чемпіонат Європи з боротьби серед молоді 2017  | Азербайджан | вільна боротьба, до 61 кг | Бронза |
| Чемпіонат світу з боротьби серед молоді 2017   | Азербайджан | вільна боротьба, до 61 кг | 13     |
| Чемпіонат світу з боротьби серед молоді 2018   | Азербайджан | вільна боротьба, до 65 кг | Срібло |